# Guerra sino-birmana
La Guerra sino-birmana (en chino: 清緬戰爭; en birmano: တရုတ်-မြန်မာ စစ်ပွဲများ), también conocida como las invasiones Qing de Birmania o la campaña Birmana de la dinastía Qing, fue una guerra librada entre la dinastía Qing de China y la dinastía Konbaung de Birmania (Myanmar). China, bajo el mandato del emperador Qianlong, lanzó cuatro invasiones a Birmania entre 1765 y 1769, consideradas parte de sus Diez Grandes Campañas. Sin embargo, la guerra, que costó la vida de más de 70 000 soldados chinos y cuatro comandantes, a veces se describe como «la guerra fronteriza más desastrosa que la dinastía Qing haya librado» y aquella que «aseguró la independencia birmana». La exitosa defensa de Birmania sentó las bases para la frontera actual entre ambos países.
Al principio, el emperador Qing preveía una guerra fácil y envió solo las tropas del Ejército del Estandarte Verde estacionadas en Yunnan. La invasión Qing llegó cuando la mayoría de las fuerzas birmanas estaban desplegadas en su última invasión de Siam. Sin embargo, las tropas birmanas, endurecidas por la batalla, derrotaron las dos primeras invasiones de 1765-1766 y 1766-1767 en la frontera. El conflicto regional se escaló a una guerra importante que involucró maniobras militares a nivel nacional en ambos países. La tercera invasión (1767-1768), liderada por los banderizos manchúes de élite , casi tuvo éxito, penetrando profundamente en el centro de Birmania a pocos días de marcha de la capital, Ava. Pero los banderizos del norte de China no pudieron lidiar con los terrenos tropicales desconocidos y las enfermedades endémicas letales, y fueron repelidos con grandes pérdidas. Tras este encuentro cercano, el rey Hsinbyushin redesplegó sus ejércitos desde Siam al frente chino. La cuarta y mayor invasión quedó estancada en la frontera. Con las fuerzas Qing completamente rodeadas, se alcanzó una tregua entre los comandantes de campo de ambos lados en diciembre de 1769.
Los Qing mantuvieron una fuerte presencia militar en las áreas fronterizas de Yunnan durante aproximadamente una década, intentando librar otra guerra mientras imponían una prohibición al comercio transfronterizo durante dos décadas. Los birmanos, también preocupados por la amenaza china, mantuvieron una serie de guarniciones a lo largo de la frontera. Veinte años después, cuando Birmania y China reanudaron una relación diplomática en 1790, los Qing consideraron unilateralmente el acto como una sumisión birmana y reclamaron la victoria. En última instancia, los principales beneficiarios de esta guerra fueron los siameses, quienes recuperaron la mayoría de sus territorios en los tres años siguientes tras haber perdido su capital, Ayutthaya, ante los birmanos en 1767.

## Antecedentes
La larga frontera entre Birmania y China había estado vagamente definida durante mucho tiempo. La dinastía Ming conquistó por primera vez las tierras fronterizas de Yunnan entre 1380 y 1388, y sofocó la resistencia local a mediados de la década de 1440. El control birmano de los estados shan (que abarcaban los actuales Estado Kachin, Estado Shan y Estado Kayah) llegó en 1557 cuando el rey Bayinnaung de la dinastía Toungoo conquistó todos los Estados Shan. La frontera nunca fue demarcada en el sentido moderno, con los sawbwas (jefes) locales shan en las regiones fronterizas pagando tributo a ambos lados. La situación se inclinó a favor de China en la década de 1730, cuando la dinastía Qing decidió imponer un control más estricto de las regiones fronterizas de Yunnan, mientras que la autoridad birmana se disipó en gran medida con el rápido declive de la dinastía Toungoo.

### Consolidación Qing de las tierras fronterizas (década de 1730)

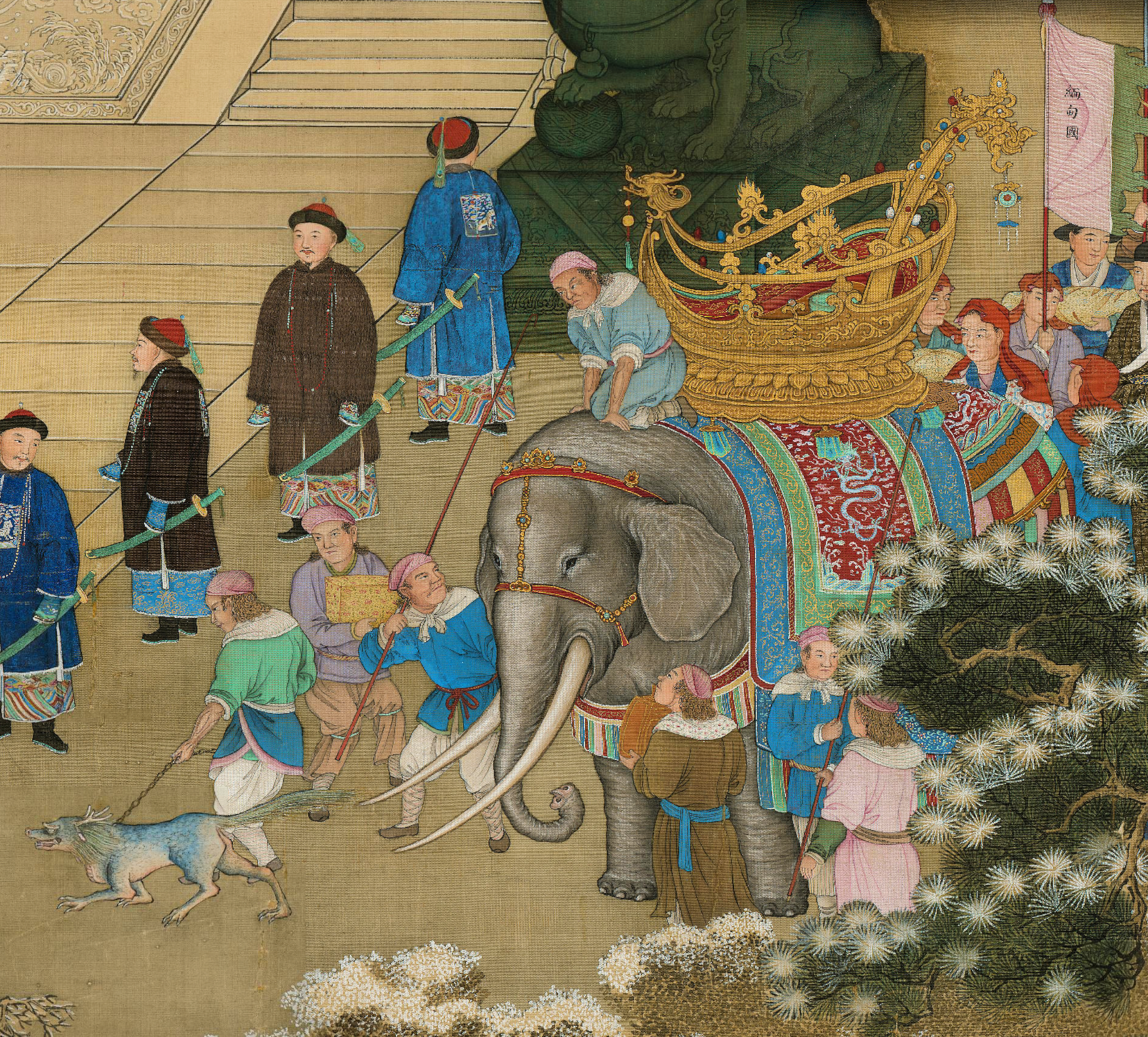
Delegados de Birmania (缅甸国) en Pekín en 1761, en la época del emperador Qianlong. «万国来朝图».

Los intentos de la Qing por un control más estricto de la frontera se encontraron inicialmente con una fuerte resistencia de los jefes locales. En 1732, la demanda del gobierno de Yunnan de impuestos más altos provocó varias revueltas de los shan en la frontera. Los líderes de la resistencia shan unieron a la gente diciendo: «Las tierras y las aguas son nuestras propiedades. Podemos arar nosotros mismos y comer nuestros propios productos. No hay necesidad de pagar tributos a un gobierno extranjero». En julio de 1732, un ejército shan, compuesto principalmente por montañeses nativos, sitió durante 90 días la guarnición Qing en Pu'er. El gobierno de Yunnan respondió con una fuerza abrumadora de alrededor de 5000 hombres y levantó el sitio. El ejército Qing siguió avanzando hacia el oeste, pero no pudo sofocar la persistente resistencia local. Finalmente, los comandantes de campo Qing cambiaron sus tácticas aliándose con sawbwas neutrales, otorgándoles títulos y poderes Qing, incluyendo capitanías del Ejército del Estandarte Verde y comandancias regionales. Para completar los acuerdos, el tercer oficial de rango de Yunnan viajó personalmente a Simao y celebró una ceremonia de lealtad. A mediados de la década de 1730, los sawbwas de la frontera que solían pagar tributos dobles, se inclinaban cada vez más hacia los más poderosos Qing. Para 1735, año en que el emperador Qianlong ascendió al trono chino, diez sawbwas se habían aliado con los Qing. Los estados fronterizos anexionados abarcaban desde Mogaung y Bhamo en el actual Estado Kachin hasta Estado de Hsenwi (Theinni) y Estado de Kengtung (Kyaingtong) en el actual Estado Shan y Sipsongpanna (Kyaingyun) en la actual Prefectura Autónoma Dai de Xishuangbanna, Yunnan.
Mientras los Qing consolidaban su control en la frontera, la dinastía Toungoo enfrentaba múltiples incursiones externas y rebeliones internas, y no pudo tomar ninguna acción recíproca. Durante la década de 1730, la dinastía enfrentó incursiones de Manipur que alcanzaron partes cada vez más profundas de Alta Birmania. En 1740, los mon de Baja Birmania se rebelaron y fundaron el Reino Restaurado de Hanthawaddy. A mediados de la década de 1740, la autoridad del rey birmano se había disipado en gran medida. En 1752, la dinastía Toungoo fue derrocada por las fuerzas del Reino Restaurado de Hanthawaddy, que capturaron Ava.
Para entonces, el control Qing de las antiguas tierras fronterizas era incuestionable. En 1752, el emperador emitió e manuscrito Ilustración imperial Qing de tributarios diciendo que todas las tribus bárbaras bajo su dominio debían ser estudiadas y que su naturalezas y cultura serían reportadas a Pekín.

### Reafirmación birmana (1750-1760)

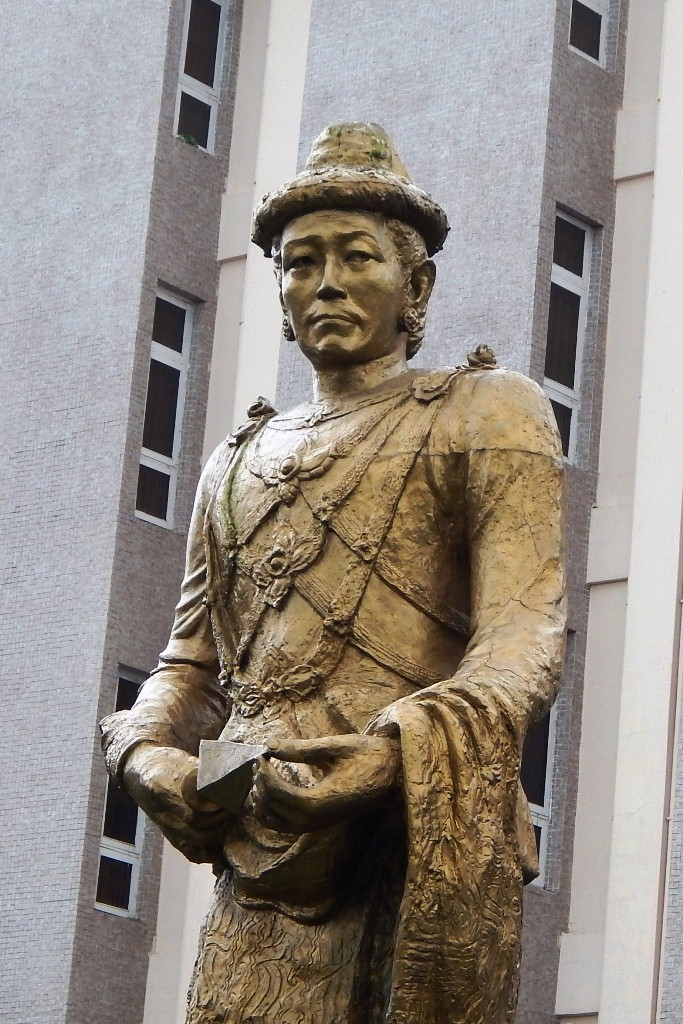
Rey Alaungpaya.

En 1752, una nueva dinastía llamada Konbaung surgió para desafiar al Reino Restaurado de Hanthawaddy y logró reunificar gran parte del reino para 1758. Entre 1758-1759, el rey Alaungpaya, fundador de la dinastía, envió una expedición a los Estados Shan más lejanos (actuales Estado Kachin y norte y este del Estado Shan), que habían sido anexionados por la dinastía Qing más de dos décadas antes, para restablecer la autoridad birmana. Los Estados Shan más cercanos habían sido recuperados desde 1754. Tres de los diez sawbwas de los Estados Shan más lejanos (Mogaung, Bhamo, Hsenwi) y sus milicias habrían huido a Yunnan e intentaron persuadir a los oficiales Qing para invadir Birmania. El sobrino del sawbwa del Estado Kengtung y sus seguidores también huyeron.
El gobierno de Yunnan informó la noticia al emperador en 1759, y la corte Qing emitió rápidamente un edicto imperial ordenando la reconquista. Al principio, los oficiales de Yunnan, que creían que «los bárbaros deben ser conquistados usando bárbaros», intentaron resolver el asunto apoyando a los sawbwas desertados. Pero la estrategia no funcionó. En 1764, un ejército birmano, que estaba en camino a Siam, estaba aumentando su control sobre las tierras fronterizas y los sawbwas se quejaron a China. En respuesta, el emperador nombró a Liu Zao, un respetado ministro académico de la capital, para resolver los asuntos. En Kunming, Liu evaluó que el uso exclusivo de milicias tai shan no estaba funcionando, y que necesitaba comprometer tropas regulares del Ejército del Estandarte Verde.

## Primera invasión (1765-1766)
A principios de 1765, un ejército birmano de 20 000 hombres situado en Kengtung, liderado por el general Ne Myo Thihapate, partió de Kengtung para otra invasión birmana de Siam. Con el ejército birmano principal ausente, Liu Zao aprovechó algunas disputas comerciales menores entre mercaderes chinos y birmanos locales como excusa para ordenar una invasión de Kengtung en diciembre de 1765. La fuerza de invasión, que consistía en 3500 tropas del Ejército del Estandarte Verde junto con milicias tai shan, sitió Kengtung pero no pudo igualar a las aguerridas tropas birmanas de la guarnición de Kengtung, lideradas por el general Ne Myo Sithu. Los birmanos levantaron el asedio y persiguieron a los invasores hasta prefectura de Pu'er, donde los derrotaron. Ne Myo Sithu dejó una guarnición reforzada y regresó a Ava en abril de 1766.
El gobernador Liu, avergonzado, intentó primero ocultar lo sucedido. Cuando el emperador se mostró sospechoso, ordenó la destitución inmediata y su degradación. En lugar de cumplir, Liu se suicidó cortándose la garganta con un cuchillo de escritorio, escribiendo mientras la sangre brotaba de su cuello: «No hay forma de devolver el favor del emperador. Merezco la muerte por mi crimen». Aunque este tipo de suicidio ante el fracaso burocrático aparentemente no era inusual en la dinastía Qing, se dice que enfureció al emperador. Resolver el asunto de los mien (la palabra china para birmanos) ahora era una cuestión de prestigio imperial. El emperador nombró entonces a Yang Yingju, un experimentado oficial de frontera con largo servicio en Xinjiang y Guangzhou.

## Segunda invasión (1766-1767)

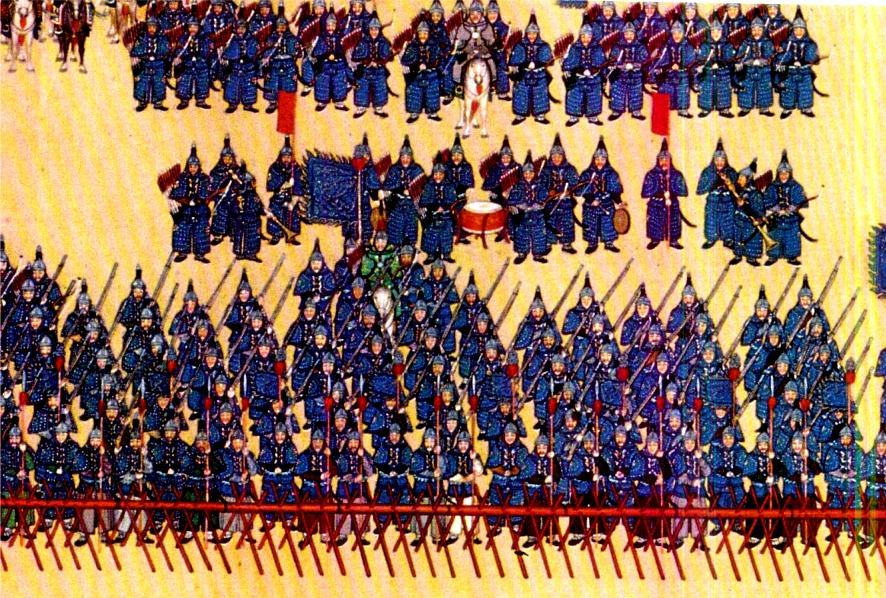
Los banderizos del emperador Qianlong.

Yang Yingju llegó en el verano de 1766 para tomar el mando. A diferencia de la invasión de Liu Zao en Kengtung, que estaba lejos del corazón de Birmania, Yang estaba decidido a atacar directamente la Alta Birmania. Según se informa, planeaba colocar a un aspirante Qing en el trono birmano. La ruta de invasión planeada por Yang fue a través de Bhamo y descendiendo el río Irawadi hasta Ava. Los birmanos conocían la ruta de invasión de antemano y estaban preparados. El plan de Hsinbyushin era atraer a los chinos al territorio birmano y luego rodearlos. El comandante en el campo Balamindin recibió la orden de abandonar Bhamo y permanecer en el fuerte birmano de Kaungton, a pocas millas al sur de Bhamo en el Irawadi. El fuerte de Kaungton había sido especialmente equipado con el cuerpo de cañones liderado por artilleros franceses (capturados en la batalla de Thanlyin en 1756). Para reforzarlos, otro ejército liderado por Maha Thiha Thura y estacionado en la guarnición birmana más al este en Kenghung (actual Jinghong, Yunnan), recibió la orden de marchar al campo de Bhamo a través de los estados shan del norte.

### Trampa en Bhamo-Kaungton
Como estaba planeado, las tropas Qing capturaron fácilmente Bhamo en diciembre de 1766 y establecieron una base de suministros. Luego, los chinos procedieron a sitiar la guarnición birmana en Kaungton. Pero las defensas del general Balamindin resistieron los repetidos asaltos chinos. Mientras tanto, dos ejércitos birmanos, uno liderado por el general Maha Sithu y otro por el comandante en jefe Ne Myo Sithu, rodearon a los chinos. El ejército de Maha Thiha Thura también llegó y tomó posición cerca de Bhamo para bloquear la ruta de escape hacia Yunnan.
El punto muerto no favoreció a las tropas chinas, que estaban completamente desprevenidas para luchar en el clima tropical de la Alta Birmania. Según los informes, miles de soldados chinos fueron abatidos por cólera, disentería y malaria. Un informe Qing indicó que 800 de 1000 soldados en una guarnición murieron a causa de enfermedades y que otros 100 estaban enfermos.
Con el ejército chino muy debilitado, los birmanos lanzaron su ofensiva. Primero, Ne Myo Sithu retomó fácilmente el ligeramente defendido Bhamo. El ejército chino principal ahora estaba completamente atrapado en el corredor Kaungton-Bhamo, aislado de todos los suministros. Los birmanos procedieron a atacar al ejército chino principal desde dos flancos: el ejército de Balamindin desde el fuerte de Kaungton y el ejército de Ne Myo Sithu desde el norte. Los chinos se retiraron hacia el este y luego hacia el norte, donde otro ejército birmano liderado por Maha Thiha Thura los esperaba. Los otros dos ejércitos birmanos también los siguieron y el ejército chino fue destruido por completo. El ejército de Maha Sithu, que había estado protegiendo el flanco occidental del río Irawadi, luego marchó al norte de Myitkyina y derrotó otras guarniciones chinas poco defendidas en la frontera. Los ejércitos birmanos procedieron a ocupar ocho estados shan chinos dentro de Yunnan.

### Consecuencias
Los ejércitos birmanos victoriosos regresaron a Ava con los cañones, mosquetes y prisioneros capturados a principios de mayo. En Kunming, Yang Yingju comenzó a recurrir a mentiras. Informó que Bhamo había sido ocupado; que sus habitantes habían comenzado a usar coletas al estilo manchú; y que el comandante birmano, Ne Myo Sithu, tras perder 10 000 hombres, había solicitado la paz. Recomendó que el emperador aceptara generosamente la oferta de paz para restaurar las relaciones comerciales normales entre los dos países. Sin embargo, el emperador Qianlong se dio cuenta de la falsedad del informe y ordenó a Yang regresar a Pekín. A su llegada, Yang se suicidó por orden del emperador.

## Tercera invasión (1767-1768)

### Movilización china
Tras las dos derrotas, el emperador y su corte no podían comprender cómo un país relativamente pequeño como Birmania podía resistir el poder de los Qing. Para el emperador, era hora de que los manchúes entraran en escena. Siempre había dudado de la capacidad de combate de sus ejércitos chinos del Ejército del Estandarte Verde. Los manchúes se veían a sí mismos como una raza guerrera y conquistadora, y a los chinos como un pueblo ocupado. Encargó un estudio de las dos primeras invasiones y el informe reforzó sus prejuicios: que la baja capacidad de combate de los ejércitos del Estandarte Verde fue la razón de los fracasos.
En 1767, el emperador nombró al veterano comandante manchú Min Rrui, su yerno, como gobernador general de Yunnan y Guizhou, y jefe de la campaña de Birmania. Ming Rui había combatido contra los pueblos túrquicos en el noroeste y estaba al mando del puesto estratégicamente clave de Ili (en el actual Xinjiang). Su nombramiento significaba que esto ya no era una disputa fronteriza, sino una guerra total. Ming Rui llegó a Yunnan en abril. Una fuerza de invasión compuesta por mongoles y tropas de elite manchúes llegó desde el norte de China y Manchuria. Miles de Estandartes Verdes de Yunnan y milicias tai shan acompañaron a esta fuerza. Las provincias de toda China se movilizaron para proporcionar suministros. La fuerza total de la invasión fue de 50 000 hombres, la gran mayoría infantería. Las montañas y las densas selvas de Birmania limitaron el uso de fuerzas de caballería al mínimo. La corte Qing ahora consideraba seriamente la amenaza de enfermedades entre sus tropas; como precaución, la campaña se planeó para los meses de invierno, cuando se creía que las enfermedades eran menos prevalentes.

### Movilización birmana
Los birmanos enfrentaban ahora al mayor ejército chino movilizado contra ellos hasta ese momento. Sin embargo, el rey Hsinbyushin no parecía darse cuenta de la gravedad de la situación. Durante las dos primeras invasiones, se había negado firmemente a retirar los ejércitos birmanos principales, que habían estado luchando en Laos y Siam desde enero de 1765 y sitiando la capital siamesa de Ayutthaya desde enero de 1766. Durante 1767, cuando los chinos se estaban movilizando para su invasión más seria hasta el momento, los birmanos aún estaban enfocados en derrotar a los siameses. Incluso después de que la capital siamesa fuera finalmente capturada en abril de 1767, Hsinbyushin mantuvo parte de las tropas en Siam durante los meses de lluvia para sofocar la resistencia siamesa restante durante los meses de invierno posteriores ese año. De hecho, permitió que muchos batallones shan y laosianos se desmovilizaran al inicio de la temporada de lluvias.
Como resultado, cuando la invasión llegó en noviembre de 1767, las defensas birmanas no habían sido mejoradas para enfrentar a un enemigo mucho más grande y decidido. El mando birmano se parecía mucho al de la segunda invasión. Hsinbyushin asignó nuevamente a los mismos comandantes de la segunda invasión para enfrentarse a los chinos. Maha Sithu lideró el ejército birmano principal y fue el comandante general del frente chino, con Maha Thiha Thura y Ne Myo Sithu al mando de otros dos ejércitos birmanos. Balamindin nuevamente comandó el fuerte de Kaungton. Dado que el ejército birmano principal tenía solo unos 7000 hombres, la defensa birmana total al inicio de la tercera invasión probablemente no superaba los 20 000.

### Ofensiva china

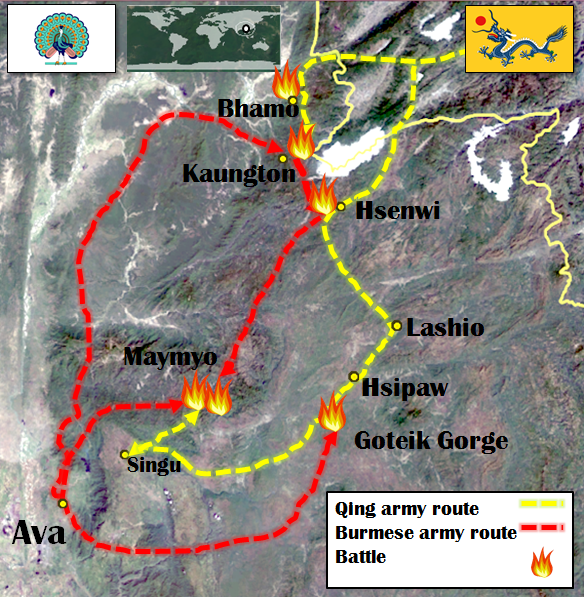
Rutas principales de batalla de la tercera invasión (1767-1768).

Ming Rui planeó una invasión en dos frentes tan pronto como terminó la temporada de lluvias. El ejército chino principal, liderado por Ming Rui mismo, debía acercarse a Ava a través de Hsenwi, Lashio y Hsipaw, descendiendo por el río Namtu. La ruta principal de invasión era la misma seguida por las fuerzas manchúes un siglo antes, persiguiendo al emperador Yongli de la dinastía Ming del sur. El segundo ejército, liderado por el general E'erdeng'e, debía intentar nuevamente la ruta de Bhamo. El objetivo final era que ambos ejércitos se cerraran en una maniobra de pinza sobre la capital birmana de Ava. El plan birmano era contener al segundo ejército chino en el norte en Kaungton con el ejército liderado por Ne Myo Sithu, y enfrentarse al ejército chino principal en el noreste con dos ejércitos liderados por Maha Sithu y Maha Thiha Thura.
Al principio, todo salió según lo planeado para los Qing. La tercera invasión comenzó en noviembre de 1767, cuando el ejército chino más pequeño atacó y ocupó Bhamo. En ocho días, el ejército principal de Ming Rui ocupó los estados Shan de Hsenwi y Hsipaw. Ming Rui convirtió a Hsenwi en una base de suministros y asignó 5000 tropas para permanecer en Hsenwi y proteger la retaguardia. Luego lideró un ejército de 15 000 hombres en dirección a Ava. A finales de diciembre, en la batalla del desfiladero de Goteik (al sur de Hsipaw), los dos ejércitos principales se enfrentaron y se libró la primera gran batalla de la tercera invasión. Superados en número dos a uno, el ejército birmano principal de Maha Sithu fue completamente derrotado por los banderizos de Ming Rui. Maha Thiha Thura también fue repelido en Hsenwi. La noticia del desastre en el desfiladero de Goteik llegó a Ava. El rey Hsinbyushin finalmente se dio cuenta de la gravedad de la situación y llamó urgentemente a los ejércitos birmanos desde Siam.
Habiendo aplastado al ejército birmano principal, Ming Rui avanzó a toda velocidad, conquistando una ciudad tras otra y llegó a Singu en el río Irawadi, a 30 millas al norte de Ava, a principios de 1768. El único punto positivo para los birmanos fue que la fuerza de invasión del norte, que debía descender por el Irawadi para unirse al ejército principal de Ming Rui, había sido contenida en Kaungton.

### Contraataque birmano
En Ava, el rey Hsinbyushin no entró en pánico ante la perspectiva de un gran ejército chino, de unos 30 000 hombres, a las puertas de su ciudad. La corte instó al rey a huir, pero él se negó con desprecio, diciendo que él y sus hermanos príncipes, hijos de Alaungpaya, lucharían contra los chinos solos si fuera necesario. En lugar de defender la capital, Hsinbyushin envió calmadamente un ejército para tomar posición fuera de Singu, liderando personalmente a sus hombres hacia la línea del frente.
Resultó que Ming Rui se había excedido y no estaba en posición de avanzar más. Estaba demasiado lejos de su base principal de suministros en Hsenwi, a cientos de millas en las colinas Shan del norte. Los ataques de guerrilla birmanos en las largas líneas de suministro a través de las selvas de las montañas charShan estaban obstaculizando gravemente la capacidad del ejército Qing para avanzar. Las operaciones de guerrilla birmanas fueron dirigidas por el general Teingya Minkhaung, un lugarteniente de Maha Thiha Thura. Ming Rui recurrió a tácticas defensivas, esperando ganar tiempo para que el ejército del norte viniera en su ayuda. Pero no fue así. El ejército del norte había sufrido grandes bajas en sus repetidos ataques contra el fuerte de Kaungton. Su comandante E'erdeng'e, contra las órdenes expresas de Ming Rui, se retiró a Yunnan. El comandante fue posteriormente humillado públicamente y ejecutado (cortado en pedazos) por orden del emperador.
La situación empeoró para Ming Rui. A principios de 1768, los refuerzos birmanos endurecidos por la batalla desde Siam comenzaron a llegar. Con el apoyo de los refuerzos, dos ejércitos birmanos liderados por Maha Thiha Thura y Ne Myo Sithu lograron retomar Hsenwi. El comandante Qing en Hsenwi se suicidó. El ejército Qing principal ahora estaba aislado de todos los suministros. Era marzo de 1768. Miles de banderizos de las heladas praderas a lo largo de la frontera rusa comenzaron a morir de malaria y de los ataques birmanos en el calor abrasador del centro de Birmania. Ming Rui abandonó toda esperanza de avanzar hacia Ava y, en cambio, intentó regresar a Yunnan con tantos soldados como fuera posible.

#### Batalla de Maymyo
En marzo de 1768, Ming Rui comenzó su retirada, perseguido por un ejército birmano de 10 000 infantes y 2000 jinetes. Los birmanos intentaron entonces rodear a los chinos dividiendo el ejército en dos. Maha Thiha Thura asumió el mando general, reemplazando a Maha Sithu. El ejército más pequeño, liderado por Maha Sithu, continuó persiguiendo a Ming Rui, mientras que el ejército más grande, liderado por Maha Thiha Thura, avanzó por la ruta montañosa para aparecer directamente detrás de los chinos. Mediante maniobras cuidadosas, los birmanos lograron un cerco completo de los chinos en la actual Pyin Oo Lwin (Maymyo), a unas 50 millas al noreste de Ava. Durante tres días de combates sangrientos en la Batalla de Maymyo, el ejército de los banderizos fue completamente aniquilado. La matanza fue tal que los birmanos apenas podían sostener sus espadas, ya que las empuñaduras estaban resbaladizas con la sangre enemiga. De los 30 000 hombres originales del ejército principal, solo 2500 permanecieron vivos y fueron capturados. El resto había muerto en el campo de batalla, por enfermedades o ejecutados tras rendirse. El propio Ming Rui resultó gravemente herido en la batalla. Un pequeño grupo logró escapar del desastre. Ming Rui podría haber escapado con ese grupo, pero en cambio cortó su coleta y la envió al emperador como muestra de su lealtad a través de los que escapaban. Luego se ahorcó en un árbol. Al final, solo unas pocas docenas del ejército principal regresaron.

## Cuarta invasión (1769)

### Intermedio (1768-1769)
El emperador Qianlong había enviado a Ming Rui y sus banderizos asumiendo una victoria fácil. Había comenzado a hacer planes sobre cómo administraría su nuevo territorio. Durante semanas, la corte Qing no tuvo noticias, hasta que finalmente llegaron. El emperador quedó conmocionado y ordenó un cese inmediato de todas las acciones militares hasta que pudiera decidir qué hacer a continuación. Los generales que regresaban de la línea del frente advirtieron que no había forma de conquistar Birmania. Pero no había opción real más que continuar. El prestigio imperial estaba en juego.
El emperador recurrió a uno de sus asesores más confiables, el consejero jefe Fuheng, tío de Ming Rui. En la década de 1750, Fuheng había sido uno de los pocos oficiales superiores que apoyaron plenamente la decisión del emperador de eliminar a los zúngaros en un momento en que la mayoría creía que la guerra era demasiado arriesgada. El 14 de abril de 1768, la corte imperial anunció la muerte de Ming Rui y el nombramiento de Fuheng como el nuevo comandante en jefe de la campaña de Birmania. Los generales manchúes Agui, Aligun y Suhede fueron nombrados sus deputados. Ahora, el nivel más alto del establecimiento militar Qing se preparaba para un enfrentamiento final con los birmanos.
Antes de que se reanudaran los combates, algunos en el lado chino enviaron propuestas de paz a la corte de Ava. Los birmanos también enviaron señales de que les gustaría darle una oportunidad a la diplomacia, dada su preocupación en Siam. Pero el emperador, con el estímulo de Fuheng, dejó claro que no se podía hacer ningún compromiso con los birmanos. La dignidad del estado exigía una rendición total. Su objetivo era establecer el gobierno directo Qing sobre todas las posesiones birmanas. Se enviaron emisarios a Siam y a los estados laosianos informándoles de la ambición china y buscando una alianza.
Ava ahora esperaba plenamente otra gran invasión. El rey Hsinbyushin había traído de vuelta la mayoría de las tropas desde Siam para enfrentarse a los chinos. Con los birmanos completamente ocupados con la amenaza china, la resistencia siamesa retomó el reino de Ayutthaya en 1768 y continuó reconquistando todos sus territorios a lo largo de 1768 y 1769. Para los birmanos, sus ganancias duramente conseguidas de los tres años anteriores (1765-1767) en Siam se desperdiciaron, pero había poco que pudieran hacer. La supervivencia de su reino estaba ahora en juego.

### Plan de batalla chino

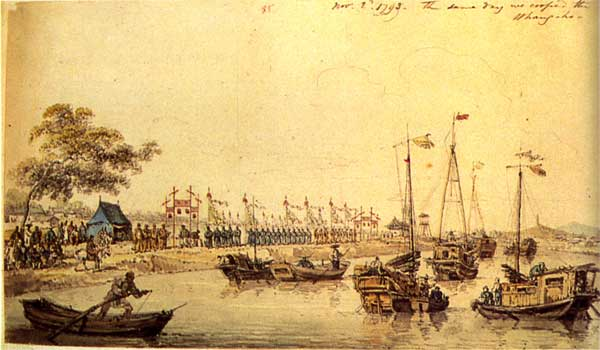
Flotilla Qing.

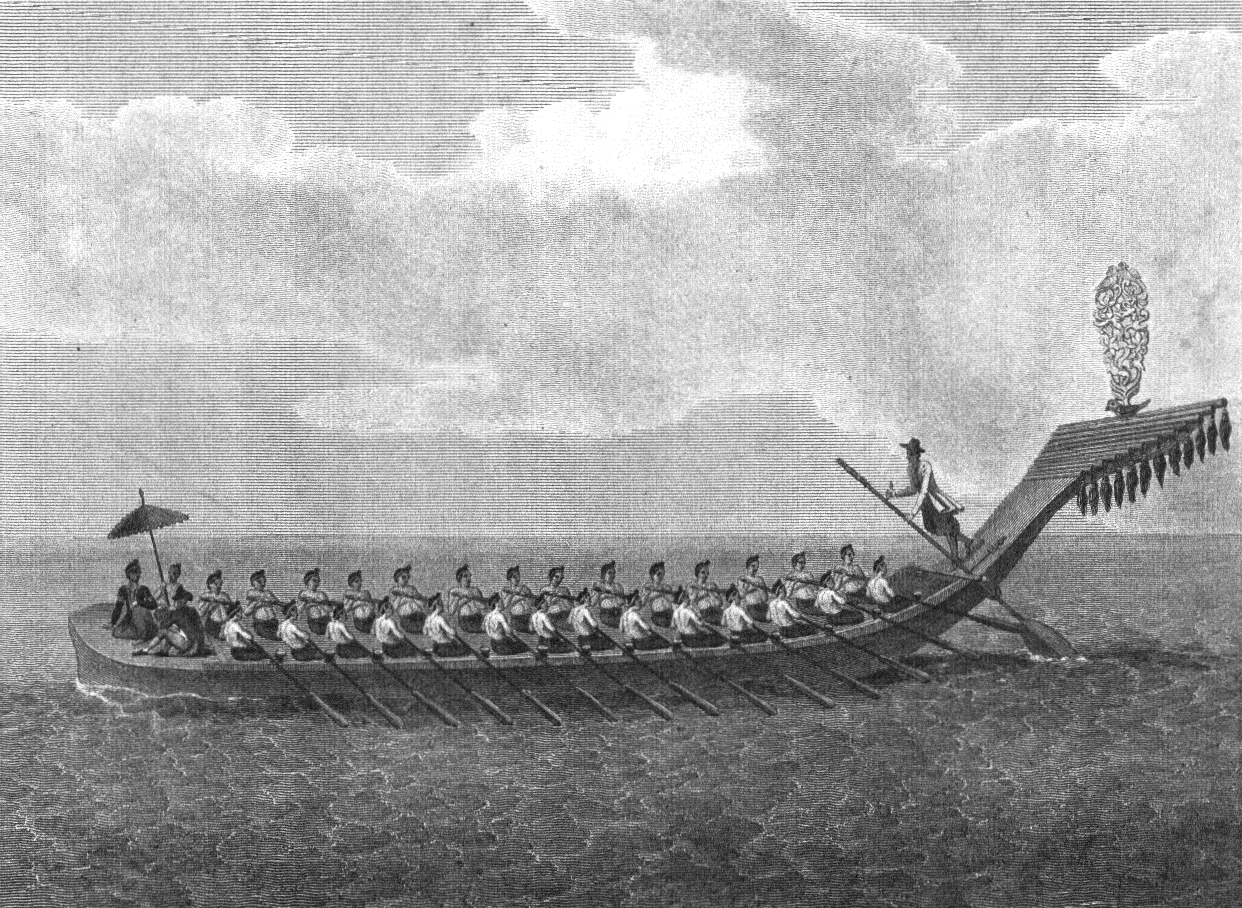
Barco de guerra birmano en el río Irawadi.

Fuheng llegó a Yunnan en abril de 1769 para tomar el mando de una fuerza de 60 000 hombres. Estudió expediciones pasadas de la dinastía Ming y mongoles para formar su plan de batalla, que requería una invasión en tres frentes a través de Bhamo y el río Irawadi. El primer ejército atacaría Bhamo y Kaungton de frente, lo que sabía que sería difícil. Pero otros dos ejércitos más grandes rodearían Kaungton y marcharían por el Irawadi, uno en cada orilla del río, hacia Ava. Los ejércitos invasores gemelos en cada lado del río estarían acompañados por barcos de guerra tripulados por miles de marineros de Fujian. Para evitar repetir el error de Ming Rui, estaba decidido a proteger sus líneas de suministro y comunicación, avanzando a un ritmo sostenible. Evitó una ruta de invasión a través de las selvas de las montañas Shan para minimizar los ataques de guerrilla birmanos en sus líneas de suministro. También trajo un regimiento completo de carpinteros que construirían fortalezas y barcos a lo largo de la ruta de invasión.

### Plan de batalla birmano
Para los birmanos, el objetivo general era detener al enemigo en la frontera y evitar otra penetración china en su corazón. Maha Thiha Thura fue el comandante general, rol que había asumido desde la segunda mitad de la tercera invasión. Como de costumbre, Balamindin comandaba el fuerte de Kaungton. En la última semana de septiembre, se enviaron tres ejércitos birmanos para enfrentarse a los tres ejércitos chinos de frente. Un cuarto ejército se organizó con el único propósito de cortar las líneas de suministro enemigas. El rey Hsinbyushin también organizó una flotilla de barcos de guerra para enfrentarse a los barcos chinos. Las defensas birmanas ahora incluían mosqueteros y artilleros franceses bajo el mando de Pierre de Milard, gobernador de Tabe, que había regresado del campo siamés. Basados en sus movimientos de tropas, los birmanos sabían al menos la dirección general de donde vendría la enorme fuerza de invasión. Maha Thiha Thura subió por el río en barco hacia Bhamo.

### Invasión
Mientras los ejércitos birmanos marchaban hacia el norte, Fuheng, contra el consejo de sus oficiales, decidió no esperar hasta el final de la temporada de monzones. Claramente, fue una apuesta calculada; quería atacar antes de que llegaran los birmanos, pero también esperaba que «el miasma no estuviera en todas partes». Así, en octubre de 1768, hacia el final (pero aún durante) la temporada de monzones, Fuheng lanzó la mayor invasión hasta el momento. Los tres ejércitos chinos atacaron y capturaron conjuntamente Bhamo. Avanzaron hacia el sur y construyeron una fortaleza masiva cerca de la aldea Shwenyaungbin, a 12 millas al este del fuerte birmano en Kaungton. Como estaba planeado, los carpinteros construyeron cientos de barcos de guerra para navegar por el río Irawadi.
Pero casi nada salió según lo planeado. Un ejército cruzó a la orilla oeste del río Irawadi, como estaba planeado. Pero el comandante de ese ejército no quiso marchar lejos de la base. Cuando el ejército birmano asignado para proteger la orilla oeste se acercó, los chinos se retiraron a la orilla este. Asimismo, el ejército asignado para marchar por la orilla este tampoco avanzó. Esto dejó expuesta a la flotilla china. La flotilla birmana subió por el río y atacó y hundió todos los barcos chinos. Los ejércitos chinos ahora se concentraron en atacar Kaungton. Pero durante cuatro semanas consecutivas, los birmanos ofrecieron una defensa notable, resistiendo valientes cargas de los banderizos para escalar las murallas.
Un poco más de un mes después de la invasión, toda la fuerza de invasión Qing estaba estancada en la frontera. Como era de esperar, muchos soldados y marineros chinos enfermaron y comenzaron a morir en grandes cantidades. El propio Fuheng fue afectado por la fiebre. Más preocupante aún para los chinos, el ejército birmano enviado para cortar la línea de comunicación enemiga también logró su propósito y se acercó a los ejércitos chinos desde la retaguardia. A principios de diciembre, las fuerzas chinas estaban completamente rodeadas. Los ejércitos birmanos atacaron entonces el fuerte chino en Shwenyaungbin, que cayó tras una feroz batalla. Las tropas chinas que huían se replegaron en el bolsón cerca de Kaungton, donde estaban estacionadas otras fuerzas chinas. Los ejércitos chinos quedaron atrapados dentro del corredor entre los fuertes de Shwenyaungbin y Kaungton, completamente rodeados por anillos de fuerzas birmanas.

### Tregua
El mando chino, que ya había perdido 20 000 hombres y una cantidad de armas y municiones, ahora pidió condiciones. El personal birmano se opuso a otorgar condiciones, diciendo que los chinos estaban rodeados como ganado en un corral, hambrientos y que en pocos días podrían ser eliminados hasta el último hombre. Pero Maha Thiha Thura, quien supervisó la aniquilación del ejército de Ming Rui en la Batalla de Maymyo en 1768, se dio cuenta de que otra aniquilación simplemente endurecería la determinación del gobierno chino.
Se dice que Maha Thiha Thura afirmó:
Compañeros, a menos que hagamos la paz, vendrá otra invasión. Y cuando la hayamos derrotado, vendrá otra más. Nuestra nación no puede seguir solo repeliendo invasión tras invasión de los chinos, porque tenemos otras cosas que hacer. Detengamos la matanza y dejemos que su pueblo y nuestro pueblo vivan en paz.
Señaló a sus comandantes que la guerra con los chinos se estaba convirtiendo rápidamente en un cáncer que finalmente destruiría la nación. En comparación con las pérdidas chinas, las pérdidas birmanas eran ligeras, pero en proporción a la población, eran significativas. Los comandantes no estaban convencidos, pero Maha Thiha Thura, por su propia responsabilidad y sin informar al rey, exigió que los chinos aceptaran los siguientes términos:
1. Los chinos entregarían a todos los sawbwas (jefes) y otros rebeldes y fugitivos de la justicia birmana que se habían refugiado en territorio chino;
2. Los chinos se comprometerían a respetar la soberanía birmana sobre aquellos estados shan que históricamente habían sido parte de Birmania;
3. Todos los prisioneros de guerra serían liberados;
4. El emperador de China y el rey de Birmania reanudarían relaciones amistosas, intercambiando regularmente embajadas con cartas de buena voluntad y regalos.

Los comandantes chinos decidieron aceptar los términos. En Kaungton, el 13 de diciembre de 1769 (o el 22 de diciembre de 1769), bajo un salón pyathat de siete tejados, 14 oficiales birmanos y 13 oficiales chinos firmaron un tratado de paz (conocido como el Tratado de Kaungton). Los chinos quemaron sus barcos y fundieron sus cañones. Dos días después, mientras los birmanos permanecían armados y observaban, los soldados chinos hambrientos marcharon sombríamente por el valle del río Taping; comenzaron a morir de hambre a miles en los pasos.

## Consecuencias
En Pekín, el emperador Qianlong no estaba satisfecho con el tratado. No aceptó la explicación de los comandantes chinos de que la cuarta estipulación (intercambio de embajadas con regalos) equivalía a una sumisión y tributo birmano. No permitió la entrega de los sawbwas ni de otros fugitivos, ni la reanudación del comercio entre los dos países.
En Ava, el rey Hsinbyushin estaba furioso porque sus generales habían actuado sin su conocimiento y rompió su copia del tratado. Sabiendo que el rey estaba enojado, los ejércitos birmanos temían regresar a la capital. En enero de 1770, marcharon a Manipur, donde había comenzado una rebelión, aprovechando los problemas birmanos con los chinos. Tras una batalla de tres días cerca de Langthabal, los manipuris fueron derrotados y su rajá huyó a Assam. Los birmanos elevaron a su nominado al trono y regresaron. La ira del rey había disminuido; después de todo, habían ganado victorias y preservado su trono. Sin embargo, el rey envió a Maha Thiha Thura, el general condecorado, cuya hija estaba casada con el hijo y heredero aparente de Hsinbyushin, Singu, un vestido de mujer para que lo usara, y lo exilió junto con otros generales a los estados shan. No les permitió verlo. También exilió a los ministros que se atrevieron a hablar en su nombre.
Aunque las hostilidades cesaron, se instauró una tregua incómoda. Ninguno de los puntos del tratado fue respetado por ambas partes. Debido a que los chinos no devolvieron a los sawbwas, los birmanos no liberaron a los 2500 prisioneros de guerra chinos, que fueron reasentados. Los Qing perdieron a algunos de los expertos fronterizos más importantes de la generación, incluyendo a Yang Yingju, Ming Rui, Aligun y Fuheng (quien finalmente murió de malaria en 1770). La guerra le costó al tesoro Qing 9,8 millones de taels de plata. Sin embargo, el emperador mantuvo una fuerte presencia militar en las áreas fronterizas de Yunnan durante aproximadamente una década, intentando librar otra guerra mientras imponía una prohibición al comercio transfronterizo durante dos décadas.
Los birmanos estuvieron preocupados durante años por otra inminente invasión china y mantuvieron una serie de guarniciones a lo largo de la frontera. Las altas bajas de la guerra (en términos del tamaño de la población) y la necesidad constante de proteger la frontera norte obstaculizaron gravemente la capacidad militar birmana para reanudar la guerra en Siam. Pasarían otros cinco años antes de que los birmanos enviaran otra fuerza de invasión a Siam.
Transcurrirían veinte años más antes de que Birmania y China reanudaran una relación diplomática en 1790. La reanudación fue mediada por los nobles tai shan y los oficiales de Yunnan que querían ver reanudado el comercio. Para los birmanos, entonces bajo el rey Bodawpaya, la reanudación fue en términos de igualdad y consideraban el intercambio de regalos como parte de la etiqueta diplomática, no como tributo. Sin embargo, para los chinos, todas estas misiones diplomáticas se consideraban misiones tributarias. El emperador vio la reanudación de las relaciones como una sumisión birmana y reclamó unilateralmente la victoria, incluyendo la campaña de Birmania en su lista de Diez Grandes Campañas.

## Importancia

### Cambios territoriales
La exitosa defensa de Birmania sentó las bases para la frontera actual entre los dos países. La frontera aún no estaba demarcada y las tierras fronterizas seguían siendo esferas de influencia superpuestas. Tras la guerra, Birmania mantuvo la posesión de Koshanpye, los nueve estados por encima de Bhamo. Al menos hasta la víspera de la primera guerra anglo-birmana en 1824, los birmanos ejercían autoridad sobre las tierras fronterizas del sur de Yunnan, hasta Kenghung (actual Jinghong, Yunnan). Pero Chiang Huang (Jinghong) del sur de Yunnan permaneció bajo la autoridad de Birmania hasta que los británicos ocuparon toda Birmania en 1886. Asimismo, los chinos ejercían cierto grado de control sobre las tierras fronterizas, incluyendo el actual noreste del Estado Kachin. En general, los birmanos lograron empujar la línea de control hasta una que existía antes de la campaña de consolidación Qing de la década de 1730.

Sin embargo, la guerra también obligó a los birmanos a retirarse de Siam. Su victoria sobre los Qing se describe como una victoria moral. El historiador G. E. Harvey escribe:
Sus otras victorias fueron sobre estados de su mismo nivel, como Siam; esta fue ganada sobre un imperio. La cruzada de Alaungpaya contra los mon estuvo manchada de traición; el gran asedio del Ayutthaya fue un magnífico dacoity.
Aunque describió la guerra sino-birmana como «una guerra justa de defensa contra el invasor».

### Geopolítica
Los principales beneficiarios de la guerra fueron los siameses, quienes aprovecharon al máximo la ausencia birmana para recuperar sus territorios perdidos y su independencia. Para 1770, habían reconquistado la mayoría de los territorios anteriores a 1765. Solo Tenasserim permaneció en manos birmanas. Preocupados por la amenaza china y recuperándose del agotamiento de mano de obra por la guerra, el rey Hsinbyushin dejó a Siam en paz incluso mientras Siam continuaba consolidando sus ganancias (finalmente se vio obligado a enviar ejércitos birmanos a Siam en 1775 en respuesta a una rebelión respaldada por los siameses en Lanna un año antes). En las décadas siguientes, Siam se convertiría en una potencia por derecho propio, absorbiendo a Lanna, los estados laosianos y partes de Camboya.
Desde un punto de vista geopolítico más amplio, la dinastía Qing y el emperador Qianlong, que hasta entonces nunca habían enfrentado una derrota, ahora tuvieron que aceptar, aunque a regañadientes, que había límites al poder Qing. Un historiador de la historia militar china, Marvin Whiting, escribe que el éxito birmano probablemente salvó la independencia de otros estados en el Sudeste Asiático.

### Militar
Para la dinastía Qing, la guerra destacó los límites de su poder militar. El emperador culpó a la baja capacidad de combate de sus ejércitos Estandarte Verde por las dos primeras invasiones fallidas. Pero más tarde tuvo que admitir que sus manchúes banderizos también eran menos aptos para luchar en Birmania que en Xinjiang. A pesar de enviar 50 000 y 60 000 tropas en las dos últimas invasiones, el mando Qing carecía de información actualizada sobre las rutas de invasión y tuvo que consultar mapas centenarios para formar su plan de batalla. Esta falta de familiaridad expuso sus líneas de suministro y comunicación a repetidos ataques birmanos, y permitió que sus ejércitos principales fueran rodeados en las últimas tres invasiones. La política birmana de tierra quemada significó que los chinos eran vulnerables a cortes en la línea de suministro. Quizás lo más importante, los soldados Qing demostraron estar mal adaptados para luchar en el clima tropical de Birmania. En las últimas tres invasiones miles de tropas chinas enfermaron de malaria y otras enfermedades tropicales, y muchos murieron como resultado. Esto neutralizó la ventaja china de un número superior y permitió a los birmanos enfrentarse directamente a los ejércitos chinos hacia el final de las campañas.
La guerra se considera el apogeo del poder militar de la dinastía Konbaung. El historiador Victor Lieberman escribe: «Estas victorias casi simultáneas sobre Siam (1767) y China (1765-1769) dieron testimonio de un ímpetu verdaderamente asombroso, inigualable desde Bayinnaung». El ejército birmano demostró que era capaz y estaba dispuesto a enfrentarse a un enemigo mucho más grande, utilizando su familiaridad con el terreno y el clima a su máxima ventaja (la Batalla de Maymyo es ahora un estudio de caso militar de infantería luchando contra un ejército más grande).
Sin embargo, demostró que había límites al poder militar birmano. Los birmanos aprendieron que no podían librar dos guerras simultáneas, especialmente si una de ellas era contra el ejército más grande del mundo. La decisión temeraria del rey Hsinbyushin de librar una guerra en dos frentes casi le costó la independencia al reino. Además, sus pérdidas, aunque menores que las de la dinastía Qing, fueron pesadas en proporción a su población mucho más pequeña, obstaculizando su capacidad militar en otros lugares. El poder militar de la disnastía Konbaung se estabilizaría en las décadas siguientes. No logró avances contra Siam. Sus conquistas posteriores se limitaron a reinos más pequeños al oeste (Arakán, Manipur y Assam).